# Trivial Pursuit
 (juin 2023).
Si vous disposez d'ouvrages ou d'articles de référence ou si vous connaissez des sites web de qualité traitant du thème abordé ici, merci de compléter l'article en donnant les références utiles à sa vérifiabilité et en les liant à la section « Notes et références ».

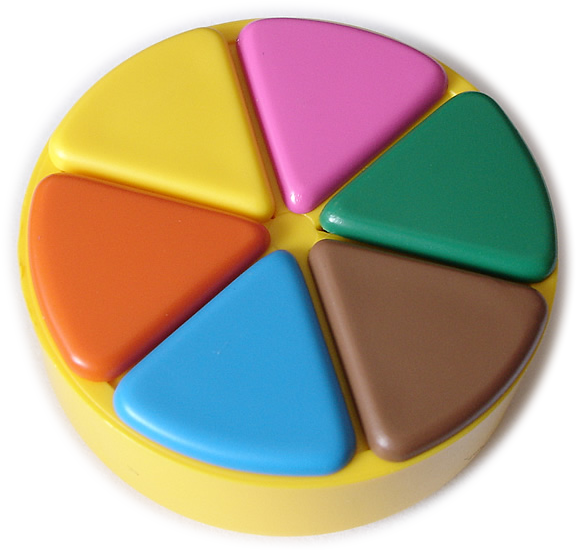
Une roue de joueur pleine de parts de camembert.

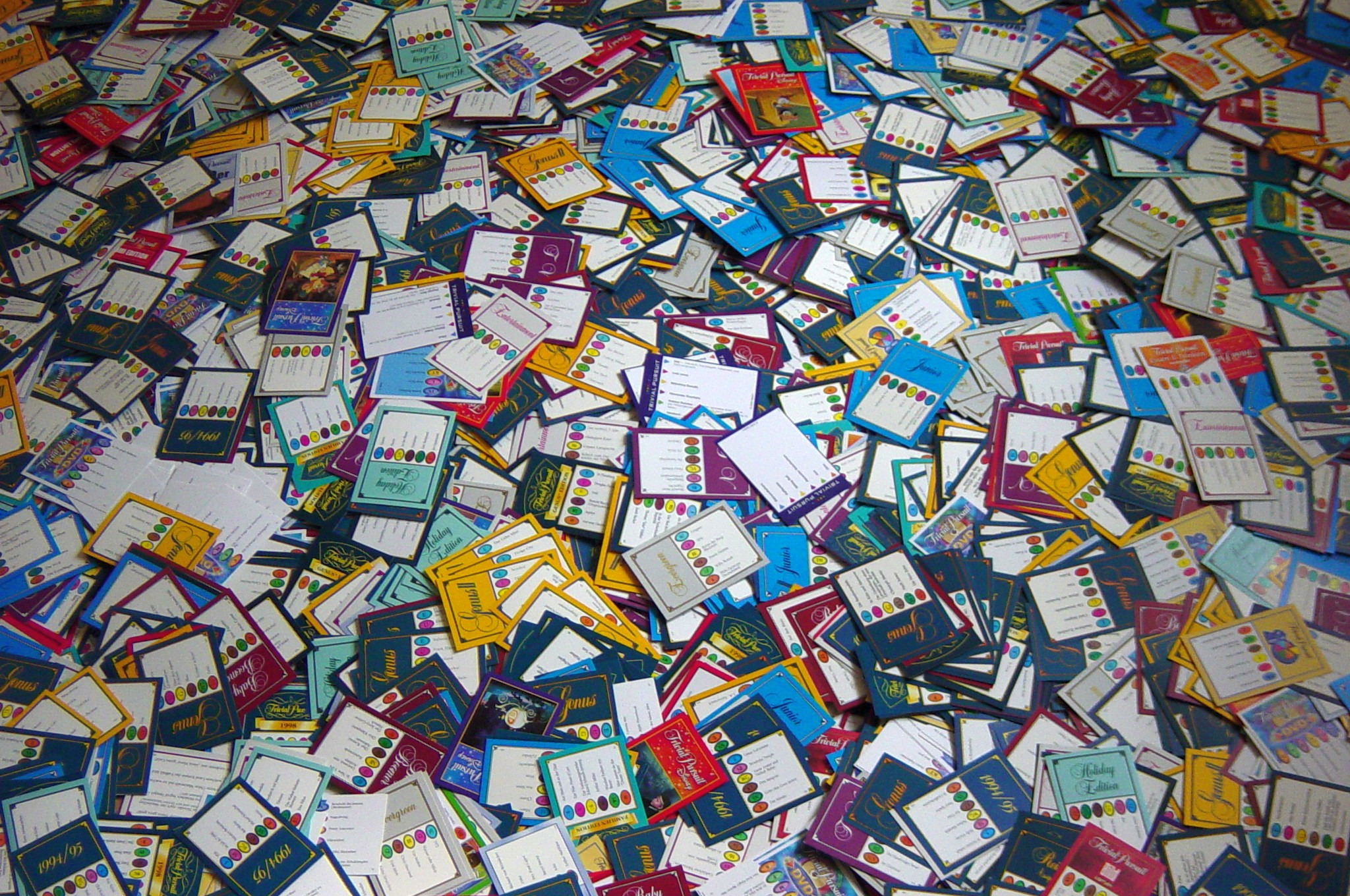
Cartes de Trivial Pursuit.

Trivial Pursuit, créé en 1979 au Québec sous le nom de Quelques arpents de pièges, est un jeu de société dont la progression dépend de la capacité du joueur à répondre à des questions de culture générale, éventuellement dans un domaine plus précis pour des versions plus ciblées du jeu.
En France, il a d'abord été commercialisé sous le nom Remue-méninges.

## Historique
Le jeu a été créé le 15 décembre 1979 par deux Québécois, Chris Haney et Scott Abbott. Il est commercialisé d'abord au Québec en 1981 sous le nom de Quelques arpents de pièges. Il a été commercialisé en France sous le nom Remue-méninges jusqu'en 1985, avant de connaître le succès sous son nouveau nom de Trivial Pursuit.
Il est aujourd'hui[Quand ?] traduit en 19 langues et vendu en plus de 100 millions d'exemplaires ce qui en fait le jeu de société le plus vendu au monde après le Scrabble et le Monopoly.

## Principe de jeu
Le plateau consiste en cases arrangées sous la forme d'une roue, avec six « rayons ». Les cases sont colorées dans une distribution systématique avec une case dédiée à chacune des six couleurs au centre, où les joueurs commencent, sur le début du rayon. À son tour, le joueur fait rouler un dé (ordinaire à six faces) et déplace son pion dans la direction de son choix, du nombre de cases indiqué par le dé. Quand le pion atteint la case de destination, un autre participant tire une carte du talon de cette couleur et pose la question qui y est indiquée. Si le joueur répond correctement, il peut jouer à nouveau et si la case est une spéciale à la base d'un rayon il peut prendre une part du camembert (de la roue) de la couleur s'il ne l'a pas déjà.
Le jeu continue jusqu'à ce que l'un des participants collectionne une part des six couleurs et place son pion sur la case spéciale. Alors les autres participants peuvent se concerter pour poser la question du domaine qu'ils estiment le plus difficile pour le joueur avec l'interdiction préalable pour ces derniers de l'avoir lue. Si le joueur échoue, il doit continuer pour replacer son pion sur la case spéciale et ainsi de suite.
Une très large variété de questions est disponible pour le jeu. Chaque couleur correspond à un thème — par exemple dans le jeu ordinaire « Genus » — celles en vert sont sur la « vie et nature ». Il y a des versions pour les plus jeunes, sur des périodes de l'Histoire, des univers de fiction ou beaucoup d'autres qui dépendent de la culture notamment d'un pays.
Ce jeu fut (et est encore) un énorme succès commercial pour la société Hasbro. Il a généré divers jeux de société qui s'en inspirent, et parfois laissent croire à une déclinaison du jeu originel, tel le « Love Trivia ». D'autres ne laissent pas croire à une filiation, mais s'inspirent plus ou moins de l'articulation du Trivial Pursuit, tel le Burger Quiz, décliné du jeu télévisé d'Alain Chabat.

## Déclinaisons francophones

### Jeux complets
Les jeux complets se composent d'un plateau de jeu, de « camemberts », de pions, d'un dé à jouer et de cartes comportant les questions sur différents thèmes. La règle du jeu peut varier d'une édition à l'autre. Le plateau standard contient 73 cases.
| Édition                       | Année | Thème                         | Cartes | Thème des questions                          | Thème des questions         | Thème des questions                      | Thème des questions                     | Thème des questions                           | Thème des questions            |
| Édition                       | Année | Thème                         | Cartes | Bleu                                         | Rose                        | Jaune                                    | Marron / Violet                         | Vert                                          | Orange                         |
| ----------------------------- | ----- | ----------------------------- | ------ | -------------------------------------------- | --------------------------- | ---------------------------------------- | --------------------------------------- | --------------------------------------------- | ------------------------------ |
| Remue-méninges                | 1984  | Général                       | 1000   | Géographie                                   | Divertissements             | Histoire                                 | Art et littérature                      | Science et nature                             | Sports et loisirs              |
| Genus 1re édition             | 1984  | Général                       | 1000   | Géographie                                   | Divertissements             | Histoire                                 | Art et littérature                      | Science et nature                             | Sports et loisirs              |
| Junior                        | 1985  | Enfant                        | 1000   | Terre et hommes                              | Spectacles                  | Passé et présent                         | Arts et lettres                         | Science et nature                             | Sports et jeux                 |
| Baby Boomer                   | 1986  | Années 50 à 80                | 1000   | Cinéma                                       | Faits Divers                | Politiques                               | Lectures                                | Modes et Médias                               | R.P.M                          |
| Culture et communication      | 1987  | Publicité                     | 500    | Pub                                          | Médias                      | Personnalités et stars                   | Qui ?                                   | Jargon                                        | Entreprises et Produits        |
| Genus 2e édition              | 1989  | Général                       | 1000   | Géographie                                   | Divertissements             | Histoire                                 | Art et littérature                      | Science et nature                             | Sport et loisir                |
| Junior 2e édition             | 1990  | Enfant                        | 1000   | Terre et hommes                              | Spectacles                  | Passé et présent                         | Arts et lettres                         | Science et nature                             | Sports et jeux                 |
| Genus 3e édition              | 1992  | Général                       | 1000   | Géographie                                   | Divertissements             | Histoire                                 | Art et littérature                      | Science et nature                             | Sports et loisirs              |
| Disney                        | 1992  | Walt Disney                   | 500    | Mickey                                       | Baloo                       | Géo Trouvetou                            | Bambi                                   | Pluto                                         | Blanche-Neige                  |
| TV                            | 1992  | Télévision                    | 500    | Noir et blanc                                | En série                    | Studio                                   | Télé-cinéma                             | Zapping                                       | Derrière l'écran               |
| TV                            | 1992  | Télévision                    | 800    | Noir et blanc                                | En série                    | Studio                                   | Télé-cinéma                             | Zapping                                       | Derrière l'écran               |
| Junior                        | 1993  | Enfant                        | 800    | Terre et hommes                              | Spectacles                  | Passé et présent                         | Arts et lettres                         | Science et nature                             | Sports et jeux                 |
| Famille                       | 1994  | Enfant - Adulte               | 800    | Planète Terre                                | Divertissement              | Il était une fois                        | Arts et littérature                     | Vie et nature                                 | Sports et loisirs              |
| Genus 4e édition              | 1995  | Général                       | 1000   | Géographie                                   | Divertissements             | Histoire                                 | Art et littérature                      | Science et nature                             | Sports et loisirs              |
| Kids                          | 1995  | Enfant                        | 125    | Nos ancêtres                                 | Planète Terre               | Autour du monde                          | Tous en scène                           | Vive le sport                                 | C'est déjà demain              |
| Kids Mc Donalds               | 1996  | Enfant                        | 100    |                                              |                             |                                          |                                         |                                               |                                |
| Coupe du monde 1998           | 1997  | Football                      | 300    | Autour du monde                              | Joueurs et personnalités    | L'histoire du football                   | Allez France                            | Autour du stade                               | Banc de touche                 |
| Café                          | 1998  | Café                          | 396    | Production                                   | Dégustation et Consommation | Histoire & Légende                       | Marque                                  | Pays d'origine                                | Café vert                      |
| Millenium                     | 1998  | Général                       | 300    | Quelle époque                                | Succès                      | Imagine                                  | Repères                                 | Champions                                     | Planète                        |
| Disney                        | 1999  | Walt Disney                   | 300    | Héros et héroïnes                            | Il était une fois           | Les méchants                             | La ronde des personnages                | Décors et accessoires                         | Le monde magique de Disney     |
| Famille                       | 1999  | Famille                       | 600    | Planète Terre                                | Divertissement              | Il était une fois                        | Arts et littérature                     | Vie et nature                                 | Sports et loisirs              |
| Genus 3 600 questions         | 1999  | Général                       | 600    | Géographie                                   | Divertissements             | Histoire                                 | Arts et littérature                     | Sciences et nature                            | Sports et loisirs              |
| Maison                        | 1999  | Bricolage                     | 330    | Histoire de l'art et architecture            | Personnages et inventions   | Outils et bricolage                      | Marques et publicité                    | Nature et jardins                             | Maison et décoration           |
| Star Wars                     | 1999  | Star Wars                     | 350    | Technologie                                  | Scènes et personnages       | Histoire                                 | Divers                                  | Lieux et décors                               | Droïdes et créatures           |
| Arts                          | 2000  | Histoire de l'art             | 330    | XVIIIe siècle et XIXe siècle                 | Renaissance                 | Moyen Âge                                | Arts exotiques                          | Art contemporain                              | Antiquité                      |
| Nos années 80                 | 2000  | Années 1980                   | 300    | Actualités                                   | Divertissement              | La vie des années 80                     | Célébrités                              | En musique                                    | C'est du sport                 |
| Genus 5e édition              | 2001  | Général                       | 400    | Géographie                                   | Divertissements             | Histoire                                 | Arts et littérature                     | Sciences et nature                            | Sports et loisirs              |
| Kids                          | 2001  | Enfant                        | 125    | Nos ancêtres                                 | Planète Terre               | Autour du monde                          | Tous en scène                           | Vive le sport                                 | C'est déjà demain              |
| Famille                       | 2001  | Enfant – adulte               | 400    | Planète Terre                                | Divertissements             | Il était une fois                        | Arts et littérature                     | Vie et nature                                 | Sports et loisirs              |
| Midi-Pyrénées                 | 2002  | Régional                      | 500    | Géographie                                   | Divertissements             | Histoire                                 | Art et littérature                      | Science et nature                             | Sports et loisirs              |
| Nord-Pas-de-Calais            | 2002  | Régional                      | 500    | Géographie                                   | Divertissements             | Histoire                                 | Art et littérature                      | Science et nature                             | Sports et loisirs              |
| Auvergne                      | 2002  | Régional                      | 500    | Géographie                                   | Divertissements             | Histoire                                 | Art et littérature                      | Science et nature                             | Sports et loisirs              |
| Vins                          | 2002  | Œnologie                      | 330    | Géographie des vins                          | Les crus                    | Histoire du vin                          | Arts et vins                            | Sciences et vin                               | Accords gourmets               |
| Languedoc-Roussillon          | 2003  | Régional                      | 500    | Géographie                                   | Divertissements             | Histoire                                 | Art et littérature                      | Science et nature                             | Sports et loisirs              |
| Passeport pour le monde       | 2003  | Monde                         | 300    | Amérique du Nord                             | Amérique latine             | Asie & Océanie                           | Afrique                                 | Europe                                        | France                         |
| 20e anniversaire              | 2004  | Général                       | 300    | Notre époque                                 | À l'écran                   | En musique                               | Culture & création                      | Planète innovation                            | C'est du sport                 |
| DVD                           | 2004  | Général                       | 300    | Télévision                                   | Tendances                   | People                                   | Musique                                 | Cinéma                                        | Sports et loisirs              |
| Disney                        | 2005  | Walt Disney                   | 200    | Héros et héroïnes                            | Il était une fois           | Les méchants                             | La ronde des personnages                | Décors et accessoires                         | Le monde magique de Disney     |
| Walt Disney DVD               | 2005  | Walt Disney                   | 300    | Héros et héroïnes                            | Il était une fois           | Les méchants                             | La ronde des personnages                | Décors et accessoires                         | Le monde magique de Disney     |
| Nos années 90                 | 2005  | Années 1990                   | 300    | Actualités                                   | Divertissements             | La vie des années 80                     | Célébrités                              | En musique                                    | C'est du sport                 |
| Gastronomie en France         | 2005  | Gastronomie                   | 500    | Géographie                                   | Divertissements             | Histoire                                 | Arts et littérature                     | Sciences & nature                             | Surprises                      |
| Genus XXIe siècle             | 2005  | Général                       | 400    | Géographie                                   | Divertissements             | Histoire                                 | Art et littérature                      | Sciences & nature                             | Sports & loisirs               |
| Sport en France               | 2005  | Sport                         | 500    | Jeux olympiques                              | Moteurs                     | Aquatique                                | Sports individuels                      | Balles et ballons                             | Surprises                      |
| Classic Edition               | 2006  | Général                       | 400    | Géographie                                   | Divertissements             | Histoire                                 | Art et littérature                      | Sciences & nature                             | Sports & loisirs               |
| Famille                       | 2006  | Enfant – adulte               | 400    | Planète Terre                                | Divertissements             | Il était une fois                        | Arts et littérature                     | Vie et nature                                 | Sports et loisirs              |
| Histoire de France            | 2007  | Histoire de France            | 500    | Préhistoire – Antiquité                      | Moyen Âge                   | De la Renaissance au siècle des Lumières | XIXe siècle                             | XXe siècle                                    | Surprises                      |
| Cinéma en France              | 2007  | Cinéma                        | 500    | Avant 1960                                   | Années 60 et 70             | Années 80                                | Années 90                               | Années 2000                                   | Surprises                      |
| New Generation                | 2007  | Général                       | 600    | Géographie                                   | Divertissements             | Histoire                                 | Art et littérature                      | Sciences et nature                            | Sports et loisirs              |
| Femmes de France              | 2008  | Femmes                        | 500    | Surprises                                    | Divertissement              | Histoire                                 | Art et littérature                      | Sciences et nature                            | Sports et loisirs              |
| Walt Disney                   | 2008  | Walt Disney                   | 200    | Héros et héroïnes                            | Les méchants                | La ronde des personnages                 | Décors et accessoires                   | Ça se complique                               | Petits détails                 |
| Casual                        | 2009  | Général                       | 300    | Géographie                                   | Divertissements             | Histoire                                 | Art et littérature                      | Sciences et nature                            | Sports et loisirs              |
| Humour                        | 2009  | Humour                        | 500    | Cinéma                                       | Humoristes                  | Chanson                                  | Théâtre                                 | Médias                                        | Surprises                      |
| Love                          | 2009  | Amour                         | 500    | Couples                                      | Ciné-télé                   | Nature et société                        | Arts et littérature                     | Musique                                       | Surprises                      |
| Team                          | 2009  | Général                       | 360    |                                              |                             |                                          |                                         |                                               |                                |
| Vins                          | 2009  | Œnologie                      | 500    | Géographie du vin                            | Terroirs et cépages         | Histoire du vin                          | Culture et Vin                          | Science du vin                                | Surprises                      |
| Disney Famille                | 2010  | Walt Disney                   | 300    | Choix multiple                               | Double chance               | Mon Disney                               |                                         |                                               |                                |
| Party                         | 2010  | Général                       | 200    | Géographie                                   | Divertissements             | Histoire                                 | Art et littérature                      | Science et nature                             | Sports et loisirs              |
| Master                        | 2011  | Général                       | 500    | Géographie                                   | Divertissements             | Histoire                                 | Art et littérature                      | Science et nature                             | Sports et loisirs              |
| Astérix Chez Rahazade         | 2012  | Astérix                       | 150    | Planète Terre                                | Divertissements             | Il était une fois                        | Arts et littérature                     | Astérix chez Rahazade                         | Sports, Loisirs et Gastronomie |
| Famille                       | 2012  | Famille                       | 400    | Géographie                                   | Divertissements             | Histoire                                 | Art et littérature                      | Science et nature                             | Sports et loisirs              |
| Belgique, Pays de la Bière    | 2013  | Bière en Belgique             | 300    | Géographie                                   | Histoire                    | Type de bière                            | Fabrication                             | Culture & Gastronomie                         | Surprise                       |
| Party                         | 2013  | Général                       | 200    | Géographie                                   | Divertissements             | Histoire                                 | Art et littérature                      | Science et nature                             | Sports et loisirs              |
| Gastronomie                   | 2014  | Gastronomie                   | 300    | Géographie                                   | Divertissements             | Histoire                                 | Art et littérature                      | Science et nature                             | Surprises                      |
| Histoire de France            | 2014  | Histoire de France            | 300    | Préhistoire & Antiquité                      | Moyen-Age                   | De la Renaissance au siècle des Lumières | XIXème siècle                           | XXème siècle                                  | Surprises                      |
| The Big Bang Theory           | 2014  | The Big Bang Theory           |        |                                              |                             |                                          |                                         |                                               |                                |
| Waterloo et la route Napoléon | 2015  | Waterloo et la Route Napoléon | 330    |                                              |                             |                                          |                                         |                                               |                                |
| Années 2000                   | 2016  | Années 2000                   | 300    | Géographie                                   | Divertissements             | Histoire                                 | Art et littérature                      | Science et technologie                        | Sports et loisirs              |
| Classique édition             | 2016  | Général                       | 400    | Géographie                                   | Divertissement              | Histoire                                 | Arts et littérature                     | Sciences et nature                            | Sports et loisirs              |
| New Classic                   | 2017  | Général                       | 400    | Géographie                                   | Divertissement              | Histoire                                 | Arts et littérature                     | Sciences et nature                            | Sports et loisirs              |
| Édition famille               | 2017  | Famille                       | 400    | Géographie                                   | Divertissement              | Histoire                                 | Arts et littérature                     | Sciences et nature                            | Sports et loisirs              |
| Harry Potter édition ultimate | 2019  | Harry Potter                  | 300    | Maison Serpentard, Mangemorts et magie noire | Objets et artefacts         | Animaux et créatures magiques            | Sorcières, sorciers, fantômes et Moldus | Poudlard, lieux divers et moyens de transport | Sorts, potions et magie        |
| Science & Vie                 | 2021  | Science & Vie                 | 300    | Planète Terre                                | Matière & Énergie           | Êtres humains                            | Espace                                  | Animaux                                       | Geek & Technos                 |
| Décennie 2010-2020            | 2021  | Années 2010 à 2020            | 300    | Playlist                                     | Accro des écrans            | Bulletin d’infos                         | #Culture                                | Le tour du web                                | Jeux et sports                 |
| Suisse                        | 2021  | Suisse                        | 300    | Géographie                                   | Divertissement              | Histoire                                 | Arts et littérature                     | Culture générale                              | Sports et loisirs              |
| Horreur                       | 2022  | Cinéma d’horreur              | 300    | Paranormal                                   | Monstre                     | Gore/Perturbant                          | Psychologique                           | Comédie                                       | Slasher                        |
| Édition spéciale scoutisme    | 2022  | Scoutisme                     | 300    | Scoutisme dans le monde                      | Scoutisme en Belgique       | Le saviez-vous?                          | Géographie scoute                       | Les scouts: fonctionnement                    | Les couts: histoire            |

### Recharges
Les éditions recharges se composent uniquement de cartes comportant les questions. On ne trouve ni plateau de jeu, ni pions. Elles se jouent soit en complément d'un jeu complet, soit à l'aide d'un dé permettant de sélectionner la question à laquelle répondre.
| Édition                      | Année | Thème            | Cartes | Thème des questions                    | Thème des questions            | Thème des questions                | Thème des questions      | Thème des questions           | Thème des questions                  |
| Édition                      | Année | Thème            | Cartes | Bleu                                   | Rose                           | Jaune                              | Marron / Violet          | Vert                          | Orange                               |
| ---------------------------- | ----- | ---------------- | ------ | -------------------------------------- | ------------------------------ | ---------------------------------- | ------------------------ | ----------------------------- | ------------------------------------ |
| Junior                       | 1985  | Enfant           | 1000   | Terre et hommes                        | Spectacles                     | Passé et présent                   | Arts et lettres          | Science et nature             | Sports et jeux                       |
| Baby boomer                  | 1986  | Années 50 à 80   | 500    | Cinéma                                 | Faits divers                   | Politiques                         | Lectures                 | Modes et Média                | R.P.M                                |
| Genus II                     | 1987  | Général          | 500    | Géographie                             | Divertissements                | Histoire                           | Art et littérature       | Science et nature             | Sports et loisirs                    |
| Genus II                     | 1987  | Général          | 1000   | Géographie                             | Divertissements                | Histoire                           | Art et littérature       | Science et nature             | Sports et loisirs                    |
| France                       | 1988  | France           | 500    | Géographie, économie et société        | Culture et spectacles          | Histoire et politique              | Langage et médias        | Art de vivre                  | Sports et loisirs                    |
| Stars                        | 1988  | Personnalités    | 500    | Télévision                             | Pub et médias                  | Cinéma                             | Variétés                 | Style de vie                  | Jet set                              |
| Junior II                    | 1989  | Enfant           | 500    | Terre et hommes                        | Spectacles                     | Passé et présent                   | Arts et lettres          | Science et nature             | Sports et jeux                       |
| Musique                      | 1989  | Musique          | 500    | Les coulisses                          | En images                      | Vive les Sixties                   | Des Beatles au disco     | Génération Top 50             | Comme le temps passe                 |
| Olympique                    | 1991  | Jeux olympiques  | 250    | Lieux et histoire                      | Les médailles                  | Les jeux d'hiver                   | Dans le stade            | En dehors du stade            | Divers                               |
| XXe siècle                   | 1991  | Histoire récente | 500    | Célébrités                             | Œuvres et idées                | Grands moments                     | Spectacles               | Eureka                        | Repères                              |
| Disney                       | 1992  | Walt Disney      | 250    | Mickey                                 | Baloo                          | Géo Trouvetou                      | Bambi                    | Pluto                         | Blanche-Neige                        |
| Cinéma                       | 1992  | Cinéma           | 250    | Cinéma français                        | Hollywood et étranger          | Genre                              | Derrière l'écran         | Stars féminines               | Stars masculines                     |
| Junior II                    | 1992  | Enfant           | 400    | Terre et hommes                        | Spectacles                     | Passé et présent                   | Arts et lettres          | Science et nature             | Sports et jeux                       |
| 1993                         | 1993  | Année 1993       | 250    | Planète                                | Médias                         | France                             | Arts et spectacles       | Société                       | Sports et jeux                       |
| Europe                       | 1993  | Europe           | 400    | Lieux d'Europe                         | Vie en Europe                  | Affaires européennes               | Culture d'Europe         | Cousins d'Europe              | Champions d'Europe                   |
| Gourmet                      | 1994  | Gastronomie      | 100    | En cuisine                             | Entrées                        | Plat Principal                     | Vins et fromages         | Desserts et mignardises       | La cuisines et ses alentours         |
| Genus                        | 1995  | Général          | 400    | Géographie                             | Divertissements                | Histoire                           | Art et littérature       | Science et nature             | Sports et loisirs                    |
| Stars                        | 1995  | Personnalités    | 500    | Télévision                             | Pub et médias                  | Cinéma                             | Variétés                 | Style de vie                  | Jet set                              |
| 1995                         | 1995  | Année 1995       | 250    | Planète                                | Médias                         | France                             | Arts et spectacles       | Société                       | Sports et jeux                       |
| Famille                      | 1995  | Enfant – adulte  | 400    | Planète Terre                          | Divertissement                 | Il était une fois                  | Arts et littérature      | Vie et nature                 | Sports et loisirs                    |
| 1996                         | 1996  | Année 1996       | 250    | Planète                                | Médias                         | France                             | Arts et spectacles       | Société                       | Sports et jeux                       |
| Stars Série n°1              | 1996  | Personnalités    | 50     | Télévision                             | Pub et médias                  | Cinéma                             | Variétés                 | Style de vie                  | Jet set                              |
| Stars Série n°2              | 1996  | Personnalités    | 50     | Télévision                             | Pub et médias                  | Cinéma                             | Variétés                 | Style de vie                  | Jet set                              |
| Stars Série n°3              | 1996  | Personnalités    | 50     | Télévision                             | Pub et médias                  | Cinéma                             | Variétés                 | Style de vie                  | Jet set                              |
| Sport Série n°1              | 1996  | Jeux Olympiques  | 50     | Lieux et histoire                      | Les médailles                  | Les jeux d'hiver                   | Dans le stade            | En dehors du stade            | Divers                               |
| Sport Série n°2              | 1996  | Jeux Olympiques  | 50     | Lieux et histoire                      | Les médailles                  | Les jeux d'hiver                   | Dans le stade            | En dehors du stade            | Divers                               |
| Sport Série n°3              | 1996  | Jeux Olympiques  | 50     | Lieux et histoire                      | Les médailles                  | Les jeux d'hiver                   | Dans le stade            | En dehors du stade            | Divers                               |
| Stars                        | 1996  | Personnalités    | 500    | Télévision                             | Cinéma                         | Variétés                           | B.D.                     | Souvenirs                     | Stars                                |
| Famille                      | 2003  | Enfant – adulte  | 100    | Planète Terre                          | Divertissement                 | Il était une fois                  | Arts et littérature      | Vie et nature                 | Sports et loisirs                    |
| Genus                        | 2003  | Général          | 100    | Géographie                             | Divertissements                | Histoire                           | Art et littérature       | Science et nature             | Sports et loisirs                    |
| Célébrité                    | 2004  | Personnalités    | 100    | Les chouchous                          | Les jet-setters                | Les héros                          | Les champions            | Les leaders                   | Les paillettes                       |
| Football                     | 2005  | Football         | 100    | Allez les Bleus                        | Football français              | Football international             | Grands joueurs           | Vestiaires                    | Penalty                              |
| Star Wars                    | 2005  | Star Wars        | 100    | Scènes et personnages                  | Technologies                   | Histoire                           | Lieux & décors           | Droïdes & Créatures           | Divers                               |
| Musique (1990 – aujourd'hui) | 2006  | Musique          | 100    | Bande-son                              | People                         | Groupes                            | Artistes solos           | Made in France                | Génération MP3                       |
| Garçons / filles             | 2007  | Général          | 200    | Zap / télé                             | Action / pop-corn              | Sport et loisirs / à l'eau de rose | Joujoux / fashion victim | Décibels / en musique         | Sexy Girls / les mecs                |
| Disney / Pixar               | 2007  | Walt Disney      | 100    | Héros et héroïnes                      | Les méchants                   | La ronde des Personnages           | Décors et accessoires    | En action                     | Ils ont dit…                         |
| Divertissement               | 2009  | Personnalités    | 100    | Télé et radio                          | En musique                     | Grand écran                        | Jeux et consoles         | Culture & littérature         | Au hasard                            |
| Enfant                       | 2009  | Enfant           | 33     | Nos ancêtres                           | Planète terre                  | Autour du monde                    | Tous en scène            | Vive le sport                 | C'est déjà demain                    |
| The Walking dead             | 2018  | The Walking dead | 100    | Survivants                             | Lieux                          | Evenements                         | Chapitres                | La Horde                      | Joker                                |
| Harry Potter                 | 2018  | Harry Potter     | 100    | Poudlard                               | Sortilèges et potions magiques | Personnages magiques               | La magie noire           | Animaux et créatures magiques | Objets magiques                      |
| Friends                      | 2019  | Friends          | 100    | Saisons 8 et 9                         | Saisons 6 et 7                 | Saisons 3 et 4                     | Saisons 10               | Saisons 1 et 2                | Saisons 4 et 5                       |
| Harry Potter volume 1        | 2019  | Harry Potter     | 100    | La magie noire                         | Poudlard                       | Sortilèges et potions magiques     | Objets magiques          | Personnages magiques          | Animaux & créatures magiques         |
| James Bond                   | 2019  | James Bond       | 100    | Acteurs et personnages                 | Films                          | Véhicules                          | Armes et gadgets         | Lieux                         | Les coulisses                        |
| Harry Potter volume 2        | 2020  | Harry Potter     | 100    | La magie noire                         | Poudlard                       | Sortilèges et potions magiques     | Objets magiques          | Personnages magiques          | Animaux & créatures magiques         |
| Dragon Ball Z                | 2020  | Dragon Ball Z    | 100    | Arts martiaux et tournois de l'au-dela | Saga Saiyen                    | Saga Cell                          | Les Guerriers Z          | Saga Boo                      | Saga Freezer                         |
| Batman                       | 2022  | Batman           | 100    | Alliés                                 | Tech,Business et Gotham City   | Histoires                          | Vilains                  | Alter Egos et Secrets         | Costumes, identités et personnalités |
| Astérix                      | 2022  | Astérix          | 100    | Géographie                             | Sports, Loisirs et Gastronomie | Albums                             | Histoire                 | Les films d'astérix           | Personnages                          |

### Format Voyage
Les éditions au format voyage, permettent de jouer comme avec un jeu complet. Le format est lui réduit, le plateau et les cartes étant de taille inférieures au format normal.
| Édition                      | Année | Thème              | Cartes | Thème des questions                  | Thème des questions       | Thème des questions                       | Thème des questions        | Thème des questions              | Thème des questions          |
| Édition                      | Année | Thème              | Cartes | Bleu                                 | Rose                      | Jaune                                     | Marron / Violet            | Vert                             | Orange                       |
| ---------------------------- | ----- | ------------------ | ------ | ------------------------------------ | ------------------------- | ----------------------------------------- | -------------------------- | -------------------------------- | ---------------------------- |
| Pocket                       | 1991  | Général            | 200    | Audiovisuel                          | Peuple et lieux           | Nourritures                               | Première page              | Sport et loisirs                 | Voyage                       |
| Edition Spéciale             | 1997  | Général            | 30     | Musique                              |                           | Art et Culture                            |                            | Nature et environnement          | Sport                        |
| Voyage - TotalGaz            | 2000  | Général            | 60     | Planète Terre                        | Divertissement            | Il était une fois                         | Arts et littérature        | Vie et nature                    | Sports et loisirs            |
| Genus                        | 2001  | Général            | 90     | Géographie                           | Divertissements           | Histoire                                  | Art et littérature         | Science et nature                | Sports et loisirs            |
| Famille                      | 2003  | Enfant – adulte    | 65     | Planète Terre                        | Divertissement            | Il était une fois                         | Arts et littérature        | Vie et nature                    | Sports et loisirs            |
| Apéricube                    | 2003  | Général            | 90     | Bande dessinée                       | Cinéma                    | T.V.                                      | Musique et variétés        | Humour                           | Sports et loisirs            |
| Europe                       | 2004  | Europe             | 68     | Lieux d'Europe                       | Vie en Europe             | Affaires & institutions européennes       | Culture d'Europe           | Histoire d'Europe                | Personnalités européennes    |
| Plaisir de chanter           | 2004  | Chanson            | 68     | Chansons d'autrefois (jusqu'en 1939) | Années TSF (1939-1949)    | Années rock et yéyé (les années 50 et 60) | Années pop (les années 70) | Années FM (les années 80)        | Années Clip (années 90)      |
| Astronomie                   | 2005  | Astronomie         | 68     | La Terre                             | Les galaxies et l'univers | Le Soleil et les étoiles                  | La Lune                    | L'observation et les instruments | Le Système solaire           |
| Passeport pour le monde      | 2006  | Monde              | 70     | Amérique du Nord                     | Amérique latine           | Asie et Océanie                           | Afrique                    | Europe                           | France                       |
| Langue française             | 2006  | Langue française   | 68     | Les pièges                           | Les noms propres          | Histoire                                  | Littérature française      | Proverbes, maximes et citations  | Le français curieux et drôle |
| Forme et bien-être           | 2006  | Général            | 68     | Planète Terre                        | À l'écran                 | En musique                                | Forme et bien-être         | Vie et nature                    | C'est du sport               |
| Histoire de France           | 2007  | Histoire de France | 68     | Préhistoire – Antiquité              | Moyen Âge                 | De la Renaissance au siècle des Lumières  | XIXe siècle                | XXe siècle                       | Surprises                    |
| À la découverte de la France | 2007  | France             | 68     | Géographie                           | Terroir et gastronomie    | Histoire et traditions                    | Arts et littérature        | Faune et flore                   | Sports et loisirs            |
| XXIe siècle                  | 2008  | Histoire récente   | 80     | Géographie                           | Divertissements           | Histoire                                  | Art et littérature         | Sciences et nature               | Sports et loisirs            |
| Happy Meal                   | 2009  | Enfant             | 16     | Autour du monde                      | Tous en scène             | C'est déjà demain                         | Nos ancêtres               | Vive le sport                    | Planète Terre                |
| Ecologie                     | 2011  | Général            | 60     | Géographie                           | Divertissements           | Histoire                                  | Art et littérature         | Ecologie                         | Sports et loisirs            |
| Noël                         | 2011  | Général            | 30     | Géographie                           | Divertissements           | Histoire                                  | Art et littérature         | Science et nature                | Sports et loisirs            |
| Famille – Quick              | 2014  | Enfant – adulte    | 120    | Géographie                           | Divertissements           | Histoire                                  | Art et littérature         | Science et nature                | Sports et loisirs            |
| Master                       | 2015  | Général            | 100    | Géographie                           | Divertissements           | Histoire                                  | Art et littérature         | Science et nature                | Sports et loisirs            |
| Famille – Entremont          | 2016  | Enfant – adulte    | 60     | Géographie                           | Divertissements           | Histoire                                  | Art et littérature         | Science et nature                | Sports et loisirs            |
| Party!                       | 2022  |                    |        |                                      |                           |                                           |                            |                                  |                              |
| Sciences et vie              | 2023  | Enfant – adulte    | 300    | Espace                               | Planète Terre             | Matière et énergie                        | Geek et technos            | Être humains                     | Animaux                      |

Déclinaisons régionales :
- Alsace ;
- Aquitaine ;
- Auvergne ;
- Bourgogne ;
- Bretagne ;
- Centre ;
- Champagne-Ardenne ;
- Corse ;
- Franche-Comté
- Île-de-France ;
- Languedoc-Roussillon
- Lorraine ;
- Midi-Pyrénées ;
- Nord-Pas-de-Calais ;
- Normandie ;
- Paris ;
- Pays de la Loire ;
- Picardie ;
- Poitou-Charente ;
- Provence-Côte-d'Azur ;
- Rhône-Alpes ;
- St Barth ;
- Belgique, pays de la bière ;

### Les livres
- Trivial Pursuit Encyclopedia, Le Dictionnaire [Édition Genus]. Édité chez Édition no 1 et publié en 1988, c'est un dictionnaire qui a pour but de compléter et de préciser les réponses du jeu Trivial Pursuit. Il est selon l'ouvrage La Référence officielle. Il se consulte par ordre alphabétique et répond à trois objectifs : arbitrer les litiges, prévenir toute frustration, satisfaire la curiosité du lecteur. Auteurs : Stéphane Crémer – Carole Negiar.
- Trivial Pursuit Encyclopedia, Le Dictionnaire [Édition Junior]. Édité chez Édition no 1 et publié en 1989, c'est le deuxième volume de la collection des dictionnaires officiel du Trivial Pursuit. Comme pour l'édition Genus, ce dictionnaire a pour but de préciser à la fois les questions et les réponses. Classé par ordre alphabétique, la consultation est facilitée par un index qui permet de retrouver les couples questions-réponses du jeu. Auteurs : Stéphane Crémer – Carole Negiar.
- Trivial Pursuit : le Livre jeu officiel. Édité chez Édition no 1 et publié en 1987. Cinq règles du jeu différentes permettent de jouer avec les 500 questions illustrées de ce livre. Les questions sont réparties en 120 séries de thèmes variés mais qui reprennent les matières classique du Trivial Pursuit : Géographie - Divertissement - Histoire - Art et littérature - Science et nature - Sports et loisirs. Au livre s'ajoute un feuillet concernant les réponses et 24 marques numérotées de 1 à 24.
- Grattez c'est joué : quiz, QCM, vrai ou faux. Édité chez Marabout en 2011. Les questions sont classées par thème, chaque page correspondant à un thème différent. Pour connaître la bonne réponse, il suffit de gratter une pastille grise sur la réponse choisie et découvrir le résultat.
- Série spécial 200 questions. Édité chez Marabout en 2012. Il s'agit d'une série de 6 mini livres. Les thèmes des livres sont : Records, Insolites, Variétés, Années 70, Années 80, Années 90. Ces thématiques sont alors déclinés pour chaque livre en une quarantaine de sous thématiques.
- La boîte apéro. Édité chez Marabout en 2013. Il s'agit d'une série de 6 mini-livre reprenant la forme des jetons du jeu (triangulaire). Les questions de chaque livre suivent un thème : Années 80-90, Insolite, Sports, Records, Best Of, Culture.

## Récompense
- Mensa Select Mind Games pour Trivial Pursuit Genus en 1990.